# Band of Gypsys 2
Albums de Jimi Hendrix
Johnny B. Goode
(1986) Live at Winterland
(1987)
Band of Gypsys 2 est un album live posthume du guitariste, auteur-compositeur et chanteur américain de rock Jimi Hendrix, publié en octobre 1986. Censé être la suite de l'album Band of Gypsys (1970), l'album est retiré des ventes par la suite.

## Présentation
C'est la seconde fois que le producteur Alan Douglas s'associe à Capitol Records (la première étant le mini LP live Johnny B. Goode, publié plus tôt la même année).
Même si le titre suggère que toutes les chansons sont jouées pour le Band of Gypsys, il n'y a que trois d'entre elles qui le sont en réalité, celles provenant des concerts du 31 décembre 1969 et 1er janvier 1970 au Fillmore East de New York (ces concerts ont également donné lieu à l'album Live at the Fillmore East). Les autres morceaux proviennent du concert d'Hendrix au International Pop Festival d'Atlanta le 4 juillet 1970 et du concert au Community Theatre de Berkeley le 30 mai 1970 (ce concert a également donné lieu à l'album Live at Berkeley).
Cet album est retiré du catalogue de Capitol Records après qu'il est découvert que Foxy Lady et Stop sont tirées d'une vidéo du concert du 1er janvier 1970 au Fillmore East, le producteur, Alan Douglas, n'ayant pas accès aux bandes originales à cette époque.
Un pressage très limité propose une face 2 qui comporte, de manière accidentelle, des morceaux alternatifs.
En 1991, seule la face 1 est parue à nouveau en pistes bonus sur le CD de Band of Gypsys, avant d'être à nouveau retirée de la vente en 1995. Il faudra attendre les diverses parutions des albums Live at the Fillmore East en 1999, 2016 et 2019 pour entendre ces chansons.

## Titres
Toutes les chansons sont écrites et composées par Jimi Hendrix, sauf Stop (Jerry Ragovoy, Mort Shuman) et Hey Joe (Billy Roberts).
| 1. | Hear My Train a Comin' | Premier concert du 31 décembre 1969 au Fillmore East de New York | 9:01 |
| 2. | Foxy Lady              | Premier concert du 1er janvier 1970 au Fillmore East de New York | 6:39 |
| 3. | Stop                   | Premier concert du 1er janvier 1970 au Fillmore East de New York | 4:52 |

| 4. | Voodoo Child (Slight Return) | Concert du 4 juillet 1970 au Atlanta International Pop Festival | 7:20 |
| 5. | Stone Free                   | Concert du 30 mai 1970 au Community Theatre de Berkeley         | 4:28 |
| 6. | Ezy Rider                    | Concert du 30 mai 1970 au Community Theatre de Berkeley         | 8:03 |

| 4. | Ezy Rider                 | Concert du 30 mai 1970 au Community Theatre de Berkeley         | 8:16 |
| 5. | Hey Joe                   | Concert du 4 juillet 1970 au Atlanta International Pop Festival | 4:25 |
| 6. | Hey Baby (New Rising Sun) | Concert du 30 mai 1970 au Community Theatre de Berkeley         | 6:18 |
| 7. | (Here He Comes) Lover Man | Concert du 30 mai 1970 au Community Theatre de Berkeley         | 3:05 |

## Crédits

### Musiciens
- Jimi Hendrix : guitare électrique, vocaux
- Billy Cox : basse
- Buddy Miles : batterie sur Hear My Train a Comin', Foxy Lady et Stop
- Mitch Mitchell : batterie sur Voodoo Child (Slight Return), Stone Free et Ezy Rider

### Équipes technique et production
- Alan Douglas, Chip Branton : production
- Greg Fulginiti, Joe Gastwirt : mastering
- John O'Brien, Roy Kohara : direction artistique
- Jim Marshall, David Sygall : photographie